# 펄스오디오
펄스오디오(PulseAudio)는 네트워크 기능이 있는 사운드 서버 프로그램으로, freedesktop.org가 배포한다. OS X을 포함한 BSD, 리눅스, 마이크로소프트 윈도우 운영 체제에서 동작한다.
펄스오디오는 GNU LGPL 2.1을 준수하는 자유 및 오픈 소스 소프트웨어이다.
2004년 폴리오디오라는 이름으로 만들어졌으나 2006년에 펄스오디오로 변경되었다.

## 소프트웨어 구조
펄스오디오는 하나 이상의 소스(프로세스나 캡처 장치)로부터 소리 입력을 받아들이고 하나 이상의 싱크(사운드 카드, 원격 네트워크 펄스오디오 서버, 기타 프로세스)로 넘겨주는 백그라운드 프로세스인 사운드 서버를 실행한다.
펄스오디오의 목표들 가운데 하나는 (레거시 OSS 응용 프로그램들처럼) 하드웨어에 직접 접근하려는 프로세스들을 포함하여 모든 소리가 펄스오디오를 경유하는 것이다. 펄스오디오는 aRts, ESD와 같은 다른 오디오 시스템을 사용하는 응용 프로그램들에 어댑터를 제공함으로써 이를 수행한다.

### libcanberra
libcanberra는 데스크톱 이벤트 소리를 위한 추상화 API로서, "펄스오디오 샘플 캐시 API"를 완전히 대체한다:
- XDG Sound Theme and Naming Specifications와 함께 컴파일된다.
- 이벤트 소리를 재생하기 위한 단순 추상화 인터페이스를 정의한다.[6]
- libasound를 통해 ALSA와 통신한다.[7]
- 펄스오디오의 백엔드를 포함한다.[8]

### libSydney
libsydney는 "펄스오디오 스트리밍 API"를 완전히 대체한다.